# Pont ferroviaire de la Mulatière
Ne pas confondre avec le tout proche Pont routier de la Mulatière.
Le pont ferroviaire de la Mulatière est un pont ferroviaire au-dessus de la Saône, entre Lyon et la commune de La Mulatière. Il est répertorié dans la Base Mérimée.

## Histoire

### Les premiers ponts mixtes rail-route
À la fin des années 1820, la construction de la ligne de chemin de fer Lyon Saint-Étienne nécessite le percement du tunnel de la Mulatière et la construction d'un pont ferroviaire dans son alignement. Dans un premier temps, la compagnie Séguin prévoit de construire un pont à côté du pont routier construit en 1792 et restauré en 1800. Mais finalement, ce pont, en mauvais état, est détruit et un nouveau pont mixte rail-route est construit à son emplacement. Le pont, officiellement baptisé pont d'Orléans mais qu'on continue d'appeler pont de la Mulatière, est ouvert à la circulation le 1er octobre 1830.
Le nouveau pont, constitué de six arches en bois, est large de 18 m et long de 151,20 m. Comme de nombreux ponts lyonnais, il est emporté en partie par la crue de 1840. Deux passerelles suspendus provisoires sont rapidement construites (l'une pour le trafic ferroviaire, l'autre pour la circulation routière), mais les autorités locales réclament la construction d'un nouveau pont moins contraignant pour la navigation fluviale. 
Un nouveau pont, conçu par Antoine Rémy Polonceau est mis en service en 1845. Ce pont est composé d'un tablier métallique reposant sur des piles de maçonnerie en pierre de Porcieu-Amblagnieu. Il est réhaussé en 1858.

### Le pont actuel
Au début du XXe siècle, le pont mixte est surchargé et en mauvais état. Le chantier de construction d'un nouveau pont ferroviaire est lancé en 1912 par la Société de construction de Levallois-Perret succédant aux Établissements Eiffel après le départ de Gustave Eiffel. Les travaux de ce nouveau pont, dont la structure est entièrement métallique, sont dirigés par l'ingénieur Maurice Koechlin et sont menés par l'entreprise Rivière. Le pont est inauguré en 1916 par la Compagnie des chemins de fer de Paris à Lyon et à la Méditerranée. La circulation ferroviaire est alors détournée sur ce nouveau pont de 190,60 m de long et le pont historique du milieu du XIXe siècle est réservé au trafic routier.
Le pont est endommagé par l'incendie du port pétrolier du 18 juin 1940. Il est rendu à la circulation le 5 mai 1941. Le 2 septembre 1944, il est dynamité par les Allemands lors de leur retraite. Il rouvre à la circulation en 1946.
En 1957, le pont fut adapté lors de l'électrification de la ligne de Saint-Étienne à Lyon.
C'est depuis ce pont que le jeune photographe Maxime Sirugue (d) , adepte de grimpe urbaine, plus connu sous le nom de Siirvgve s'est tué le 12 janvier 2017 en tentant de réaliser des clichés réputés dangereux.

## Sources
- Cet article est partiellement ou en totalité issu de l'article intitulé « Ponts de Lyon » (voir la liste des auteurs).

- Cet article est partiellement ou en totalité issu de l'article intitulé « Ponts de la Mulatière » (voir la liste des auteurs).